# Meldonium
Il meldonium (commercializzato anche con i nomi di Mildronate, Mildronāts, Mildronat e alcuni altri) è un principio attivo impiegato nel trattamento delle coronaropatie in virtù della sua possibile capacità di vasodilatazione delle coronarie che andrebbe così a migliorare il flusso sanguigno transitante in esse incrementando di conseguenza l'apporto di ossigeno ai tessuti del cuore.

## Farmacodinamica
Oltre alla teorica azione vasodilatatoria succitata, è stato rilevato che il meldonium ha anche poteri anticonvulsivanti e antiipnotici che coinvolgono i recettori alfa 2-adrenergici oltre a un meccanismo ossido nitrico-dipendente. Ciò in generale dimostra la sua efficacia ad alto dosaggio nella cura delle intossicazioni da etanolo e nella riduzione dei sintomi causati dall'interruzione dell'assunzione cronica del medesimo.

### Dibattito scientifico
A dispetto dei 123 atleti sospesi per positività al meldonium tra gennaio e marzo del 2016, la rivista Forbes ha riportato quanto asserito dal professor Michael Joyner (dell'ospedale Mayo Clinic di Rochester) che studia la risposta umana allo stress fisico e mentale durante l'esercizio motorio e altre attività: 
((EN) Rita Rubin, Banned drug Sharapova took is widely used, study shows, despite little evidence that it boosts performance, Forbes. URL consultato il 9 marzo 2016.)
CNN ha riportato il parere del fisiatra e pubblicista statunitense Ford Vox che sostiene che "non c'è molto supporto scientifico per il suo uso come potenziatore atletico".
Sembra però che il meldonium sia in grado di impedire il riconoscimento dell'uso di eritropoietina.

## Produzione e divieti
Viene attualmente prodotto e commercializzato da AS Grindeks, un'azienda farmaceutica con sede a Riga e operante a livello internazionale. Non è approvato dall'Agenzia europea per i medicinali (EMA) per l'uso nell'Unione europea né dalla Food and Drug Administration per quello negli Stati Uniti d'America.
Dal 1º gennaio 2016 è stato inserito nella lista delle sostanze proibite dell'Agenzia mondiale antidoping (WADA).